# Perín-Chym
Perín-Chym este o comună slovacă, aflată în districtul Košice-okolie din regiunea Košice. Localitatea se află la altitudinea de 214 m deasupra n.m., se întinde pe o suprafață de 41,51 km2 și în 2017 număra 1.456 de locuitori.

## Demografie
| An:                | 1994 | 2004   | 2014   | 2024    |
| ------------------ | ---- | ------ | ------ | ------- |
| Număr de persoane: | 1547 | 1498   | 1424   | 1576    |
| Diferență:         |      | −3,16% | −4,93% | +10,67% |

| An:                | 2023 | 2024   |
| ------------------ | ---- | ------ |
| Număr de persoane: | 1582 | 1576   |
| Diferență:         |      | −0,37% |